# 김이주
김이주(한국 한자: 金利主, 1966년 3월 1일 ~ )는 대한민국의 전직 축구 선수출신 축구 감독이다. 현역 시절 포지션은 공격수였다.

## 선수 경력
1989년 김이주는 K리그의 신생팀인 일화 천마에 입단했다. 1989년 4월 9일 현대 호랑이와의 경기에서 프로 데뷔골을 기록했으며 1995년 12월 신생팀 선수지원규정에 따라 수원 삼성 블루윙즈 유니폼을 입었고 1997년 5월 26일 최성호와의 맞트레이드를 통해 친정 일화로 돌아왔으며 1998년 시즌 후 은퇴했다.

## 지도자 경력
은퇴 이후 군산제일고등학교 축구부의 지휘봉을 잡았다.
2016시즌 중반 전북 현대 모터스의 코치로 자리를 옮겼다.